# Сан Мартино (Сондрио)
Сан Мартино је насеље у Италији у округу Сондрио, региону Ломбардија.
Према процени из 2011. у насељу је живело 328 становника. Насеље се налази на надморској висини од 922 м.